# Ines Donati
Ines Donati (San Severino Marche, 8 giugno 1900 – Matelica, 3 novembre 1924) è stata un'attivista italiana, tra le figure femminili più note e discusse della prima era fascista. Aderì all'ideologia nazionalista fin dalla prima guerra mondiale, facendo poi parte di alcune associazioni come il Corpo nazionale giovani esploratrici e l'Associazione Nazionalista Italiana. Dopo aver ricevuto il "battesimo del fuoco" nel 1921, partecipò alla marcia su Roma nel 1922, anno in cui si ammalò di tubercolosi; nonostante la malattia, fece parte della Milizia Volontaria per la Sicurezza Nazionale. 

## Biografia

### Dai primi anni al "battesimo di fuoco"
Nata da David Donati, un calzolaio e da Ludmilla Bertolli, un'orologiaia, Ines, che viene descritta come una ragazza di piccola statura con i capelli scuri, fu una nazionalista della prima ora, attratta dalla propaganda patriottica durante la prima guerra mondiale e distinguendosi fin dall'infanzia per l'acceso "amor di patria", motivo per cui venne soprannominata "La Capitana" e "La Patriottica". A diciotto anni si trasferì a Roma, presso un collegio di suore in Trastevere, dove era giunta per studiare all'Istituto di belle arti, militando attivamente in alcune associazioni dell'epoca, in particolare facendo parte dell'Unione Nazionale Giovani Esploratrici Italiane [ramo femminile del Corpo Nazionale Giovani Esploratori Italiani - CNGEI - associazione scout fondata nel 1912) , dell'Associazione Nazionalista Italiana e del "Gruppo Giovanile Ruggero Fauro", risultando inoltre l'unica donna iscritta nella squadra d'azione nazionalista romana dei "Sempre Pronti". Durante lo sciopero degli spazzini nel maggio 1920 a Roma, la Donati fu una delle due donne, insieme a Maria Rygier, che si distinsero tra gli uomini nella pulizia delle strade; la ragazza inoltre si adoperò come portalettere ed elettricista.
Amica di Piera Fondelli l'anno successivo, partecipò al volontariato civile e fece propaganda per le liste nazionali fasciste alle elezioni politiche. Il 18 febbraio 1921 aggredì, appena fuori dal Caffè Aragno di Roma, nei pressi di Montecitorio, il deputato del PSI Alceste Della Seta, schiaffegiandolo prima che alcuni squadristi prendessero a bastonarlo;, tuttavia l'obiettivo iniziale programmato per quell'attacco dalla Donati, per cui venne arrestata e posta in carcere per un mese, era Nicola Bombacci, uno dei fondatori del Partito Comunista d'Italia.. Il 31 luglio dello stesso anno fu schiaffeggiata per ritorsione all'atto compiuto contro Della Seta da alcuni antifascisti di Trastevere.

### Lo squadrismo e la morte

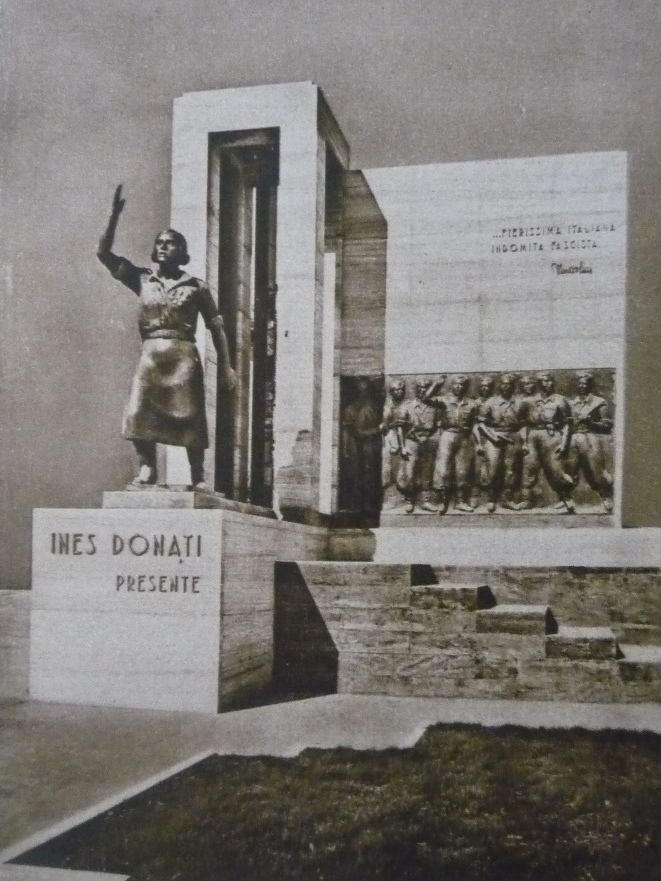
Il monumento dedicato a Ines Donati a San Severino Marche, abbattuto nel 1943.

Nel 1922 si ammalò di tubercolosi. Proclamato lo sciopero legalitario da parte dell'Alleanza del Lavoro anche ad Ancona, i manifestanti presero di mira in particolar modo il servizio ferroviario, fino a quando, il 2 agosto, la sbullonatura delle rotaie causò il deragliamento di un treno presso Osimo, che portò alla morte del fuochista Attilio Forlani e al ferimento di alcuni passeggeri. La Donati, pur malata, prese parte agli scontri del 5 agosto del capoluogo marchigiano contro gli scioperanti, nel corso dei quali le squadre d'azione e i nazionalisti, provenienti perlopiù dal centro Italia, riuscirono ad occupare la città. Negli scontri vennero uccisi due antifascisti, Amilcare Biancheria e Giuseppe Morelli.

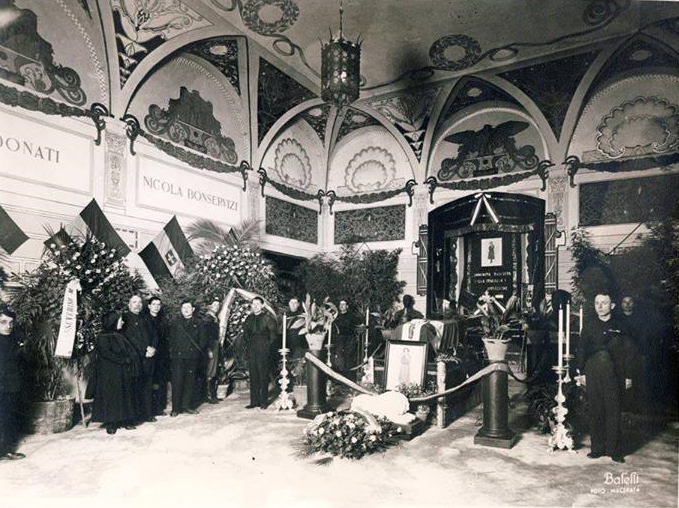
L'inumazione delle spoglie di Ines Donati nella Cappella degli Eroi al Cimitero Monumentale del Verano.

Il 28 settembre Donati prese parte alle operazioni di soccorso a seguito dell'esplosione della polveriera di Falconara, che causò ingenti danni alle case di Pitelli. Fu inoltre una delle poche donne che presero parte alla marcia su Roma; Dopo aver raggiunto Ancona, portando con sé due pistole, prese un treno per la capitale, dove conobbe personalmente Mussolini. 
Nel 1923 chiese di far parte della Milizia Volontaria per la Sicurezza Nazionale, creata nello stesso anno.
Nel 1924 le sue condizioni di salute peggiorarono notevolmente e alle 8:20 del 3 novembre morì di tubercolosi a Matelica, a soli 24 anni, acclamata come martire fascista.
La sua figura venne utilizzata nella propaganda fascista: per volontà di Achille Starace, il suo corpo venne riesumato il 23 marzo 1933 per dei funerali solenni che la innalzarono a icona della gioventù femminile dell'epoca; la sua salma venne collocata nella Cappella degli Eroi nel cimitero monumentale del Verano a Roma. Precedentemente, nel 1926, è stata intitolata a lei una colonia elioterapica a Matelica. Il 17 ottobre 1937, davanti a 25.000 persone, le venne intitolata una statua bronzea, opera dell'architetto Rutilio Ceccolini e dello scultore Luigi Gabrielli nelle vicinanze della piazza principale di San Severino Marche; il discorso di presentazione venne pronunciato da Wanda Bruschi, moglie di Raffaele Gorjux ed importante ispettrice fascista. L'opera fu sbullonata e abbattuta da alcuni settempedani il 25 luglio 1943 e venne riconvertita come monumento ai caduti di tutte le guerre.

## Galleria d'immagini

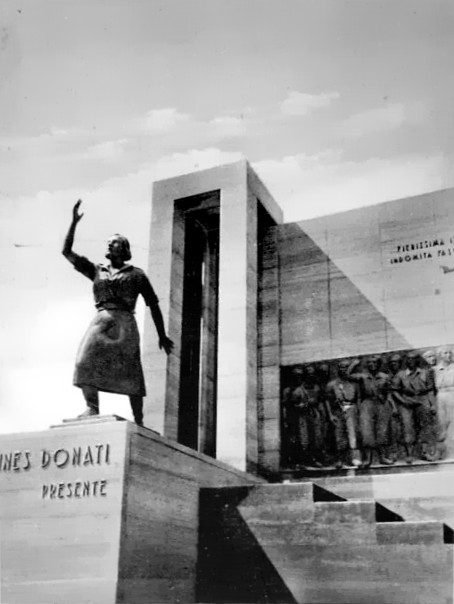
Vista antero-laterale
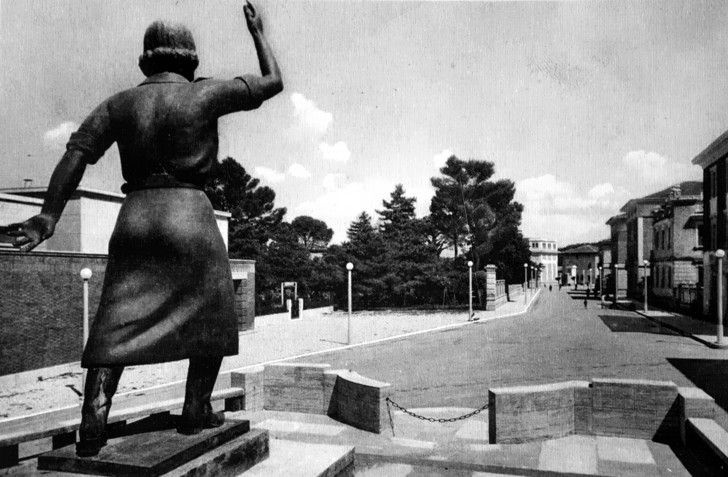
Vista posteriore della statua di Ines Donati